# جيريمي هاريس (متسابق يخت)
جيريمي هاريس (بالإنجليزية: Jeremy Harris)‏ هو متسابق يخت بريطاني، ولد في 17 ديسمبر 1942.

## وصلات خارجية
- جيريمي هاريس على موقع أوليمبيديا (الإنجليزية)
- جيريمي هاريس على موقع اللجنة الأولمبية البريطانية (الإنجليزية)